# 強進行
強進行とは、和声学において、和音がⅤ→Ⅰと完全四度上行（完全五度下行）する進行をいう。これと本質的には同じだが、バス音がⅤ度音（属音）→Ⅰ度音（主音）に進むことを指していう場合もある。この進行は全終止であり、カデンツにおいて強い終止感をつくる（ただし、これはあくまで「カデンツ上の終止感」であり、「楽曲の終止感」の意味ではない）。

## その他の進行

### 準強進行
二度上行、三度下行する進行をいう。Ⅴ（7）からⅥへの偽終止（二度上行）など。

### 変進行（強進行の逆進行）
完全四度下行（完全五度上行）する進行をいう。ⅣからⅠへの変終止はそれにあたる。

### 弱進行
Ⅴ→Ⅱ（四度下行）、Ⅴ→Ⅳ（二度下行）、Ⅱ→Ⅳ（三度上行）などのような和声進行は古典派ではほとんど使われず、進行感が弱いので「弱進行」という。

## 活用されている進行の順位
1. 四度上行
2. 二度上行、二度下行
3. 三度下行
4. 四度下行
5. 三度上行